# Boban i Marko
Boban i Marko er et studiealbum udgivet af det serbiske roma Balkan brassband Boban Marković Orkestar. Albummet er indspillet i 2003 i Studio Zvezdara i Beograd i Serbien. Producere er Brigitte Bieg og Akbar Borkovskij. Albummet blev udgivet på Piranha Musik.

## Sporliste
| Nr.           | Titel                                     | Featuring                             | Længde |
| ------------- | ----------------------------------------- | ------------------------------------- | ------ |
| 1.            | "Balkan Fest"                             |                                       | 4:25   |
| 2.            | "Southern Comfort"                        |                                       | 3:20   |
| 3.            | "Sat [Time]"                              |                                       | 4:22   |
| 4.            | "Mundo Čoček"                             |                                       | 3:12   |
| 5.            | "Od Srca [From the heart]"                |                                       | 2:59   |
| 6.            | "Povratak U Han [Back to Han]"            |                                       | 3:57   |
| 7.            | "Sanja Samba"                             |                                       | 2:46   |
| 8.            | "Mere Yaara Dildara"                      |                                       | 3:44   |
| 9.            | "Magija [Magic]"                          | Frank London's Klezmer Brass Allstars | 4:40   |
| 10.           | "Bugarčica"                               |                                       | 3:43   |
| 11.           | "Boban I Marko"                           |                                       | 5:50   |
| 12.           | "Bratski Čoček"                           |                                       | 3:19   |
| 13.           | "Biseri Srbije part 1 [Pearls of Serbia]" |                                       | 3:30   |
| 14.           | "Biseri Srbije part 2 [Pearls of Serbia]" |                                       | 10:00  |
| Total længde: | Total længde:                             | Total længde:                         | 59:47  |